# Blackfoot (Idaho)
Blackfoot é uma cidade localizada no estado americano de Idaho, no Condado de Bingham.

## Demografia
Segundo o censo americano de 2000, a sua população era de 10.419 habitantes. 
Em 2006, foi estimada uma população de 11.007, um aumento de 588 (5.6%).

## Geografia
De acordo com o United States Census Bureau tem uma área de 
14,7 km², dos quais 14,0 km² cobertos por terra e 0,7 km² cobertos por água. Blackfoot localiza-se a aproximadamente 1371 m acima do nível do mar.

## Localidades na vizinhança
O diagrama seguinte representa as localidades num raio de 36 km ao redor de Blackfoot. 